# Özgür Yılmaz
Özgür Yılmaz (* 7. März 1986 in Istanbul) ist ein türkischer Fußballspieler.

## Karriere
Yılmaz kam im Istanbuler Stadtteil Üsküdar auf die Welt und begann hier in der Jugend von Yeni Özkartalspor mit dem Vereinsfußball und spielte später für den Nachwuchs von Öz Alibeyköy SK. 2005 wechselte er als Profispieler zum Viertligisten Alibeyköy SK und spielte hier in seiner ersten Saison in lediglich zwei Ligaspielen mit. In der zweiten Saison erkämpfte er sich mehr spieleinsätze. Sein Verein holte den Playoff-Sieg der TFF 3. Lig 2006/07 und stieg in die TFF 2. Lig auf. 
Nach einer Saison in dieser Liga zog Yılmaz im Sommer 2008 zum Ligarivalen Gaziosmanpaşaspor weiter. Hier kam er in seiner ersten Saison zu lediglich neun Ligaeinsätzen und stieg mit seinem Verein zum Saisonende in die TFF 3. Lig ab. In dieser Liga setzte er sich schnell als Stammspieler durch. In seiner zweiten Viertligasaison bei Gaziosmanpaşaspor holte der Klub die Meisterschaft der TFF 3. Lig und stieg in die TFF 2. Lig auf.
Nach einer fünfjährigen Tätigkeit für Gaziosmanpaşaspor heuerte Yılmaz beim Ligarivalen Giresunspor an. Hier eroberte er sich auf Anhieb einen Stammplatz und absolvierte bis zum Saisonende 33 Ligaspiele. Mit Giresunspor beendete er die Saison 2013/14 als Meister der TFF 2. Lig und stieg in die TFF 1. Lig auf.

## Erfolge
Mit Alibeyköy SK
- Playoff-Sieger der TFF 3. Lig und Aufstieg in die TFF 2. Lig: 2006/07

Mit Gaziosmanpaşaspor
- Meister der TFF 3. Lig und Aufstieg in die TFF 2. Lig: 2010/11

Mit Giresunspor
- Meister der TFF 2. Lig und Aufstieg in die TFF 1. Lig: 2013/14